# For you (落合祐里香の曲)
「For you」（フォー・ユー）は、声優・落合祐里香の3枚目のシングル。2008年7月30日にブロー・ウィンド・レコードから発売された。 

## 解説
- 12ヶ月連続リリース第3弾。
- 初回限定盤（BWCA-1137） と通常版盤（BWCA-1138）の2種類の仕様でリリースされ、前者には特典DVD「愛を探して」が同梱されている
- 作詞は前作「赤い鳥」、前々作Wish同様落合自身が手掛けている。

## 収録曲
1. For you [4:46]
作詞：落合祐里香、作曲：岩坂士京、編曲：栗田貴司
2. Again [4:42]
作詞：落合祐里香、作曲：中川司、編曲：安井歩
3. For you（inst.）
4. Again（inst.）

DVD（初回限定盤のみ）
1. 愛を探して